# Élections législatives de 1914 dans les Landes
 (décembre 2020).
Si vous disposez d'ouvrages ou d'articles de référence ou si vous connaissez des sites web de qualité traitant du thème abordé ici, merci de compléter l'article en donnant les références utiles à sa vérifiabilité et en les liant à la section « Notes et références ».
Les élections législatives de 1914 ont eu lieu les 26 avril et 10 mai 1914.

## Élus
|   | Circonscription       | Député élu                  |  | Groupe parlementaire |
| - | --------------------- | --------------------------- |  | -------------------- |
| 1 | 1re de Dax            | Georges Jean Albert Chaulet |  | PRRRS                |
| 2 | 2e de Dax             | Louis Loustalot             |  | PRRRS                |
| 3 | 1re de Mont-de-Marsan | Maurice Damour              |  | Non inscrit          |
| 4 | 2e de Mont-de-Marsan  | Léo Bouyssou                |  | PRRRS                |
| 5 | Saint-Sever           | Pierre Deyris               |  | Non inscrit          |

## Résultats à l'échelle du département
| Partis         | Partis                                          | Premier tour | Premier tour | Deuxième tour | Deuxième tour | Sièges |
| Partis         | Partis                                          | Voix         | %            | Voix          | %             | Sièges |
| -------------- | ----------------------------------------------- | ------------ | ------------ | ------------- | ------------- | ------ |
|                | Parti républicain radical et radical socialiste | 23 537       | 31,48        |               |               | 3      |
|                | Parti républicain démocratique                  | 18 975       | 25,37        | 143           | 0,48          | 0      |
|                | Divers                                          | 18 540       | 24,79        | 27 364        | 91,24         | 2      |
|                | Républicain libéraux                            | 7 008        | 9,37         |               |               | 0      |
|                | Républicains démocratiques                      | 4 697        | 6,28         | 2 484         | 8,28          | 0      |
|                | Section française de l'Internationale ouvrière  | 2 022        | 2,70         |               |               | 0      |
|                |                                                 |              |              |               |               |        |
| Inscrits       | Inscrits                                        | 90 669       | 100,00       | 40 612        | 100,00        | 5      |
| Votants        | Votants                                         | 76 630       | 84,52        | 31 644        | 77,92         |        |
| Abstentions    | Abstentions                                     | 14 039       | 15,48        | 8 968         | 22,08         |        |
| Blancs et nuls | Blancs et nuls                                  | 1 851        | 2,42         | 1 653         | 5,22          |        |
| Exprimés       | Exprimés                                        | 74 779       | 97,58        | 29 991        | 94,78         |        |

## Résultats par arrondissement

### Arrondissement de Dax

#### 1recirconscription
| Candidats      | Candidats                   | Étiquette           | Premier tour | Premier tour |
| Candidats      | Candidats                   | Étiquette           | Voix         | %            |
| -------------- | --------------------------- | ------------------- | ------------ | ------------ |
|                | Georges Jean Albert Chaulet | PRRRS               | 7 098        | 52,40        |
|                | Joseph Defos du Rau         | Républicain libéral | 6 010        | 44,37        |
|                | Labeyrie                    | SFIO                | 437          | 3,23         |
|                |                             |                     |              |              |
| Inscrits       | Inscrits                    | Inscrits            | 16 647       | 100,00       |
| Votants        | Votants                     | Votants             | 13 872       | 83,33        |
| Abstention     | Abstention                  | Abstention          | 2 775        | 16,67        |
| Blancs et nuls | Blancs et nuls              | Blancs et nuls      | 327          | 2,36         |
| Exprimés       | Exprimés                    | Exprimés            | 13 545       | 97,64        |

#### 2ecirconscription
| Candidats      | Candidats       | Étiquette      | Premier tour | Premier tour |
| Candidats      | Candidats       | Étiquette      | Voix         | %            |
| -------------- | --------------- | -------------- | ------------ | ------------ |
|                | Louis Loustalot | PRRRS          | 7 808        | 54,23        |
|                | Gaston Nougaro  | PRD            | 6 590        | 45,77        |
|                |                 | Divers         | 1            | 0,01         |
|                |                 |                |              |              |
| Inscrits       | Inscrits        | Inscrits       | 17 455       | 100,00       |
| Votants        | Votants         | Votants        | 14 803       | 84,81        |
| Abstention     | Abstention      | Abstention     | 2 652        | 15,19        |
| Blancs et nuls | Blancs et nuls  | Blancs et nuls | 404          | 2,73         |
| Exprimés       | Exprimés        | Exprimés       | 14 399       | 97,27        |

### Arrondissement de Mont-de-Marsan

#### 1recirconscription
| Candidats      | Candidats      | Étiquette                | Premier tour | Premier tour | Deuxième tour | Deuxième tour |
| Candidats      | Candidats      | Étiquette                | Voix         | %            | Voix          | %             |
| -------------- | -------------- | ------------------------ | ------------ | ------------ | ------------- | ------------- |
|                | Maurice Damour | Indépendant              | 3 486        | 25,37        | 6 627         | 49,83         |
|                | Witcombe       | Républicain indépendant  | 2 975        | 21,65        | 4 151         | 31,22         |
|                | Peyrenère      | Républicain démocratique | 2 218        | 16,14        | 2 484         | 18,68         |
|                | Sourbès        | Républicain démocratique | 1 843        | 13,41        |               |               |
|                | Mailhe         | SFIO                     | 1 585        | 11,53        |               |               |
|                | Larquier       | Républicain libéral      | 998          | 7,26         |               |               |
|                | Frédéric Bacon | Républicain démocratique | 485          | 3,53         |               |               |
|                | Lignac         | Républicain démocratique | 151          | 1,10         |               |               |
|                |                | Divers                   |              |              | 36            | 0,27          |
|                |                |                          |              |              |               |               |
| Inscrits       | Inscrits       | Inscrits                 | 16 596       | 100,00       | 16 558        | 100,00        |
| Votants        | Votants        | Votants                  | 14 040       | 84,60        | 13 601        | 82,14         |
| Abstention     | Abstention     | Abstention               | 2 556        | 15,40        | 2 957         | 17,86         |
| Blancs et nuls | Blancs et nuls | Blancs et nuls           | 299          | 2,13         | 303           | 2,23          |
| Exprimés       | Exprimés       | Exprimés                 | 13 741       | 97,87        | 13 298        | 97,77         |

#### 2ecirconscription
| Candidats      | Candidats           | Étiquette      | Premier tour | Premier tour |
| Candidats      | Candidats           | Étiquette      | Voix         | %            |
| -------------- | ------------------- | -------------- | ------------ | ------------ |
|                | Léo Bouyssou        | PRRRS          | 8 631        | 63,35        |
|                | Marcel Gounouillhou | PRD            | 4 810        | 35,31        |
|                | Castex              | Divers         | 183          | 1,34         |
|                |                     |                |              |              |
| Inscrits       | Inscrits            | Inscrits       | 15 960       | 100,00       |
| Votants        | Votants             | Votants        | 13 832       | 86,67        |
| Abstention     | Abstention          | Abstention     | 2 128        | 13,33        |
| Blancs et nuls | Blancs et nuls      | Blancs et nuls | 208          | 1,50         |
| Exprimés       | Exprimés            | Exprimés       | 13 624       | 98,50        |

### Arrondissement de Saint-Sever
| Candidats      | Candidats      | Étiquette      | Premier tour | Premier tour | Deuxième tour | Deuxième tour |
| Candidats      | Candidats      | Étiquette      | Voix         | %            | Voix          | %             |
| -------------- | -------------- | -------------- | ------------ | ------------ | ------------- | ------------- |
|                | Pierre Deyris  | Indépendant    | 9 722        | 49,93        | 15 078        | 90,13         |
|                | Gaston Lalanne | PRD            | 7 575        | 38,91        | 143           | 0,85          |
|                | Lartigan       | Divers         | 2 173        | 11,16        | 1 508         | 9,01          |
|                |                |                |              |              |               |               |
| Inscrits       | Inscrits       | Inscrits       | 24 011       | 100,00       | 24 054        | 100,00        |
| Votants        | Votants        | Votants        | 20 083       | 83,64        | 18 043        | 75,01         |
| Abstention     | Abstention     | Abstention     | 3 928        | 16,36        | 6 011         | 24,99         |
| Blancs et nuls | Blancs et nuls | Blancs et nuls | 613          | 3,05         | 1 314         | 7,28          |
| Exprimés       | Exprimés       | Exprimés       | 19 470       | 96,95        | 16 729        | 92,72         |